# Университет Цукубы
Университет Цукуба (яп. 筑波大学 Цукуба дайгаку) — национальный университет, расположенный в городе Цукуба на юге префектуры Ибараки. Университет выбран правительством Японии в числе девяти лучших национальных университетов высшего типа в рамках проекта Top Global University Project. В «Мировом рейтинге университетов 2019-2020» журнала Times Higher Education университет Цукуба занимает 401―450 место, 55-е место в Азии и 8-е место в Японии.

## История
Университет был основан в октябре 1973 года на базе Токийского педагогического университета, который был основан в 1872 году. Это был один из старейших университетов Японии. В октябре 2002 года Университет Цукуба объединился с Университетом библиотек и информатики. Были созданы Школа библиотечного дела и информатики и Высшая школа библиотечных и информационных исследований в области медиа. 

## Состав университета
В состав университета входит 28 кластеров колледжей и школ, в которых обучается 16 тыс. 586 студентов и 4 тыс. 601 преподавателей и персонала. Главный кампус Цукуба занимает площадь 258 гектаров, что делает его вторым по величине кампусом в Японии. Токийский кампус филиала университета расположен в районе Бункё. В филиале действует аспирантура, юридический факультет и различные исследовательские центры. Филиал ведёт программы повышения квалификации для работающих взрослых в столице и управляет токийскими школами K-12, прикреплёнными к филиалу.

## Направления
Университет ведёт исследования и образовательные программы в направлениях фундаментальной науки, технологий, инженерии, математики, медицины, физическом воспитании и смежных междисциплинарных областях. Из стен университета вышло три Нобелевских лауреата (два по физике и один по химии). Университет учредил междисциплинарные магистерские программы по философии, биологии человека, информатике расширения прав и возможностей, а также создал Международный институт медицины сна в рамках проектов конкурсного финансирования Министерства образования, культуры, спорта, науки и технологий.

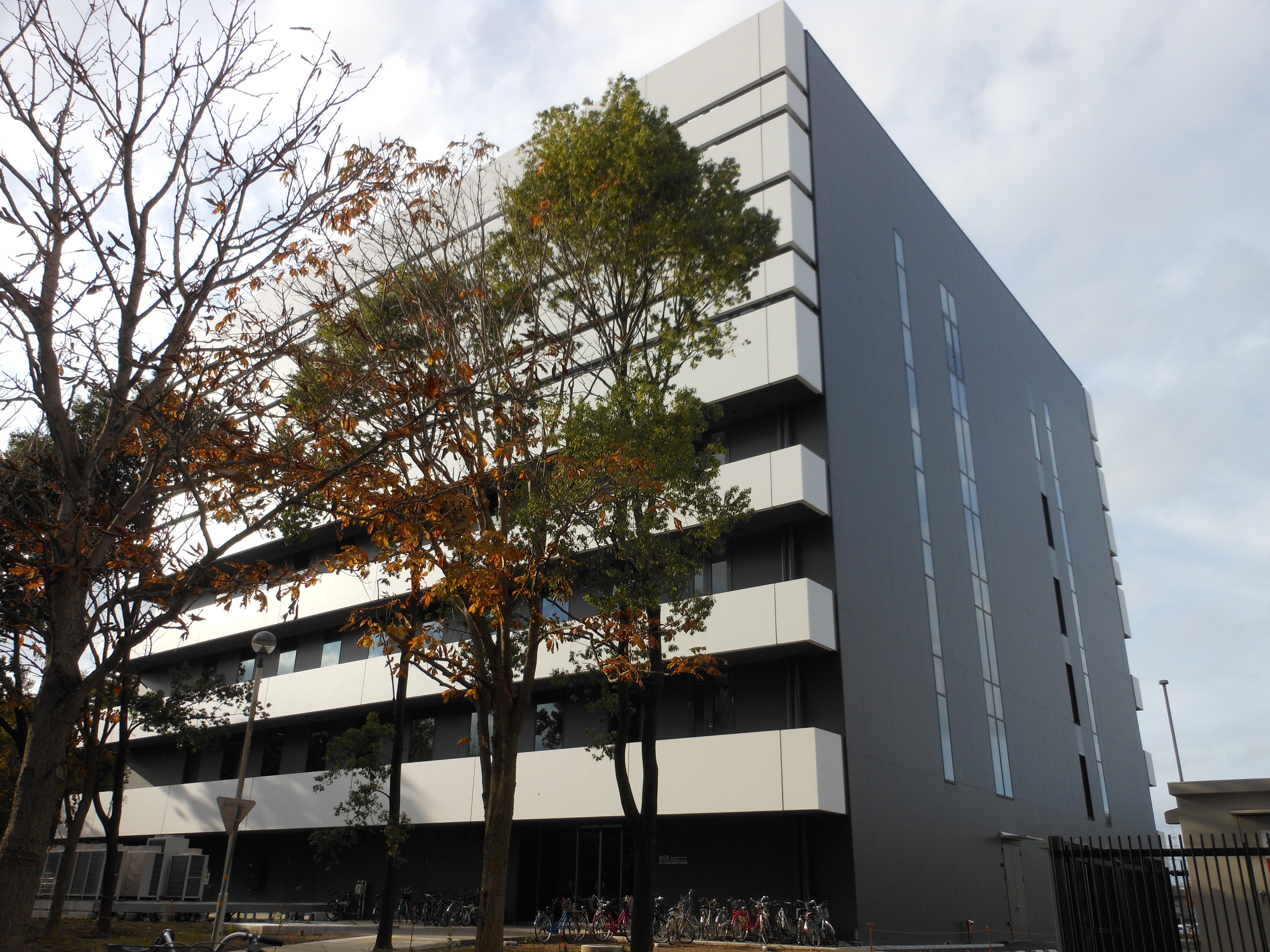
Институт медицины сна
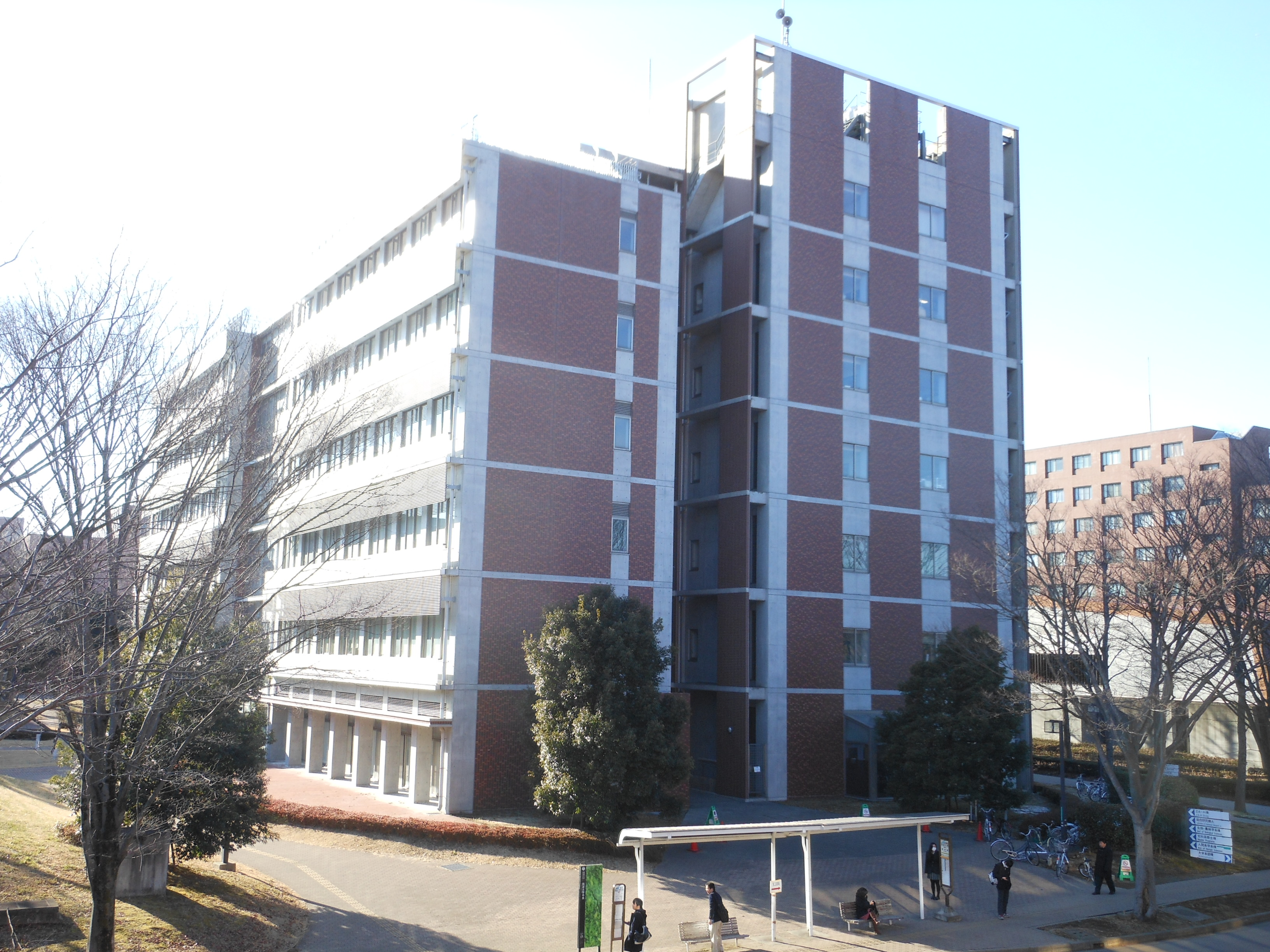
Лаборатория перспективных исследований
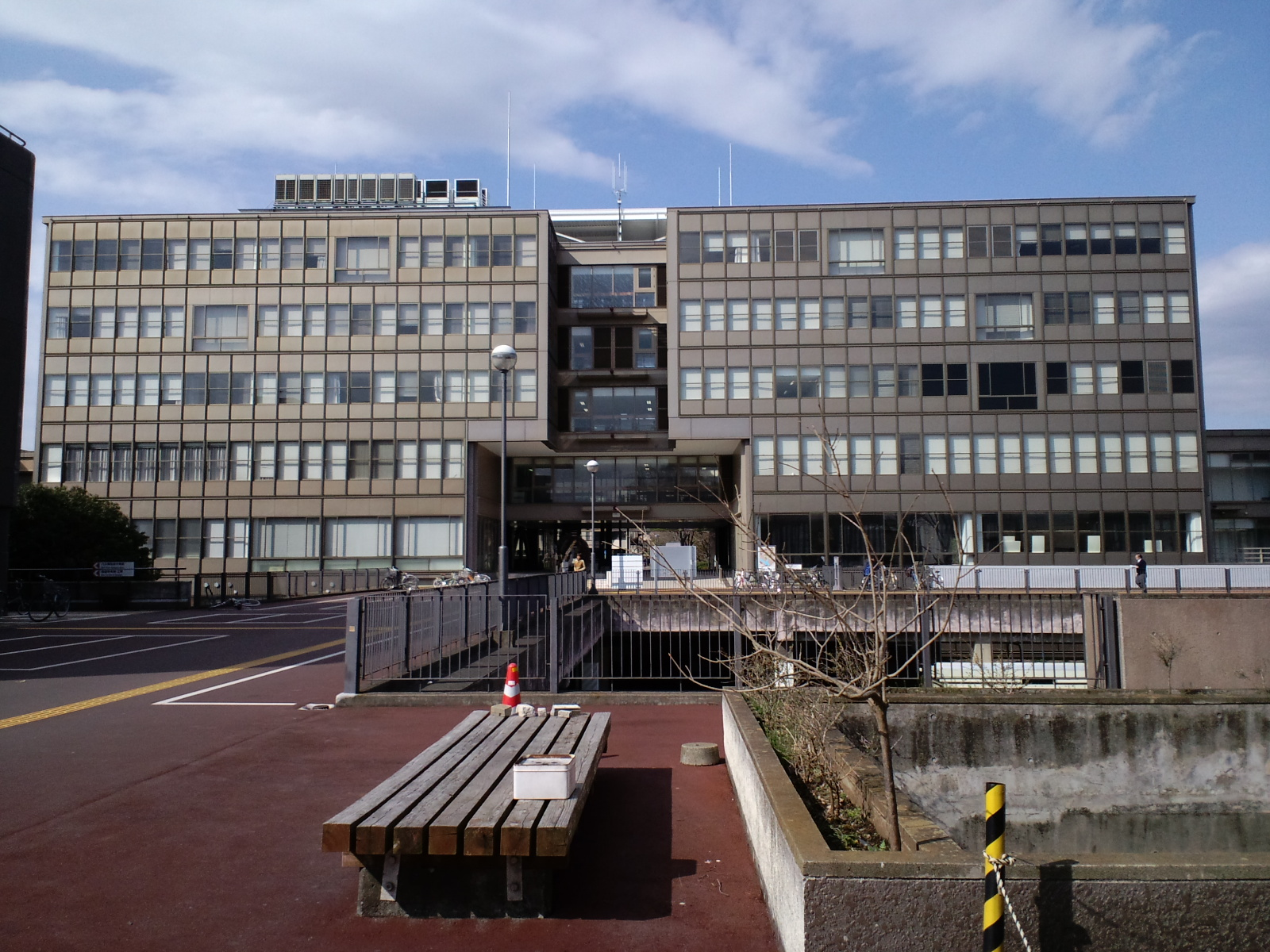
Здание 5C (бывшее здание физического искусства)
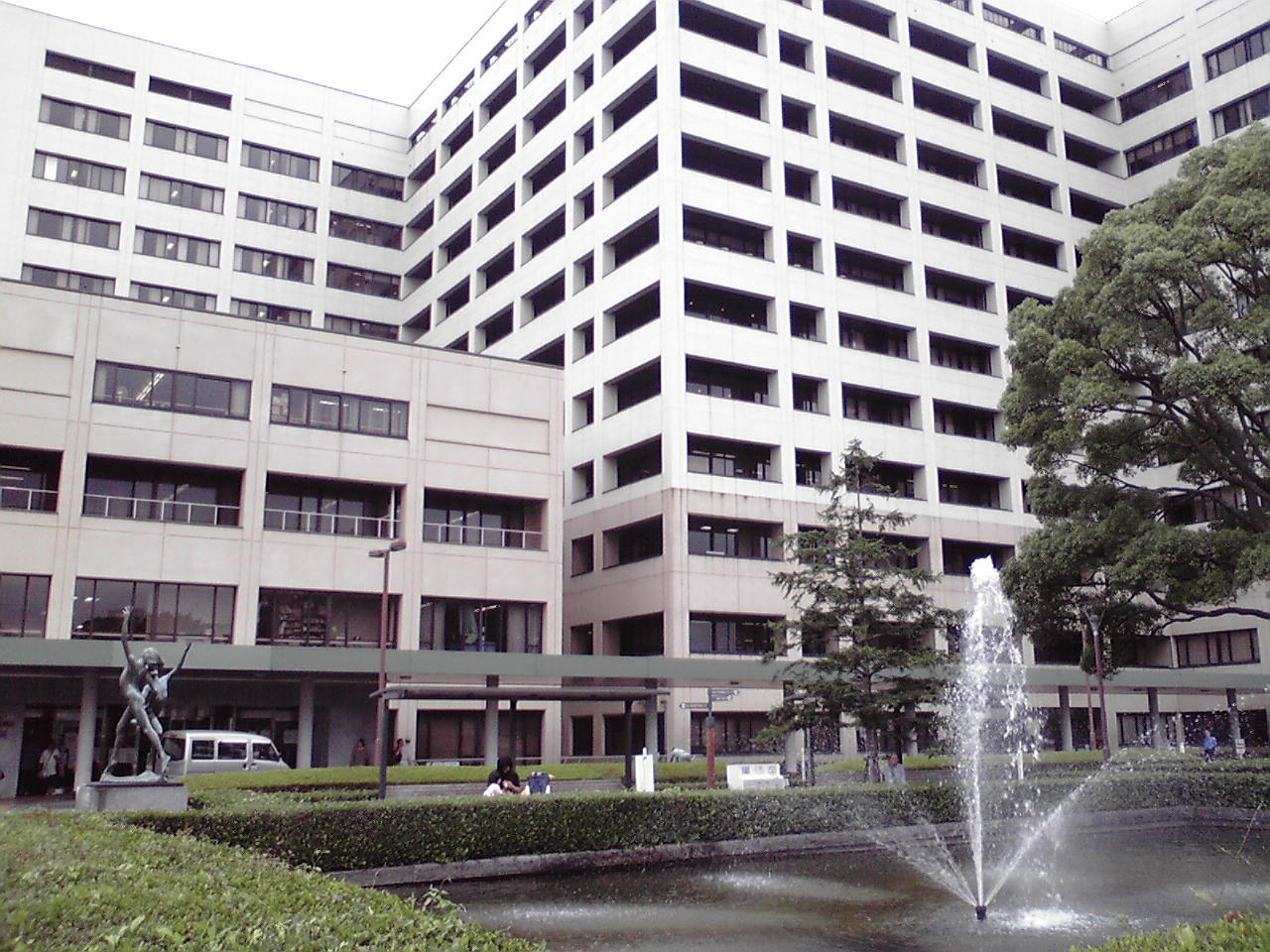
Университетский госпиталь
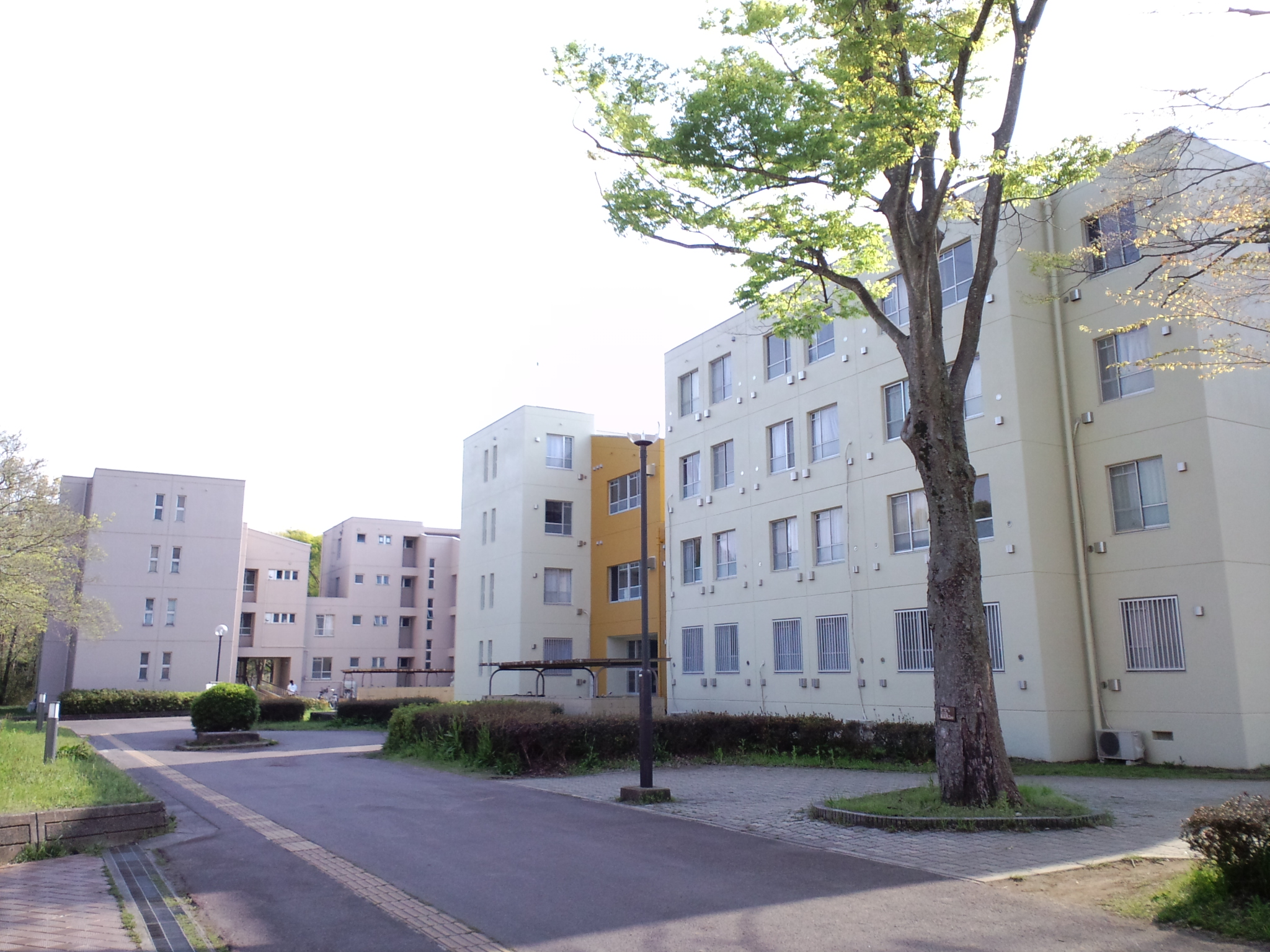
Жилые корпуса
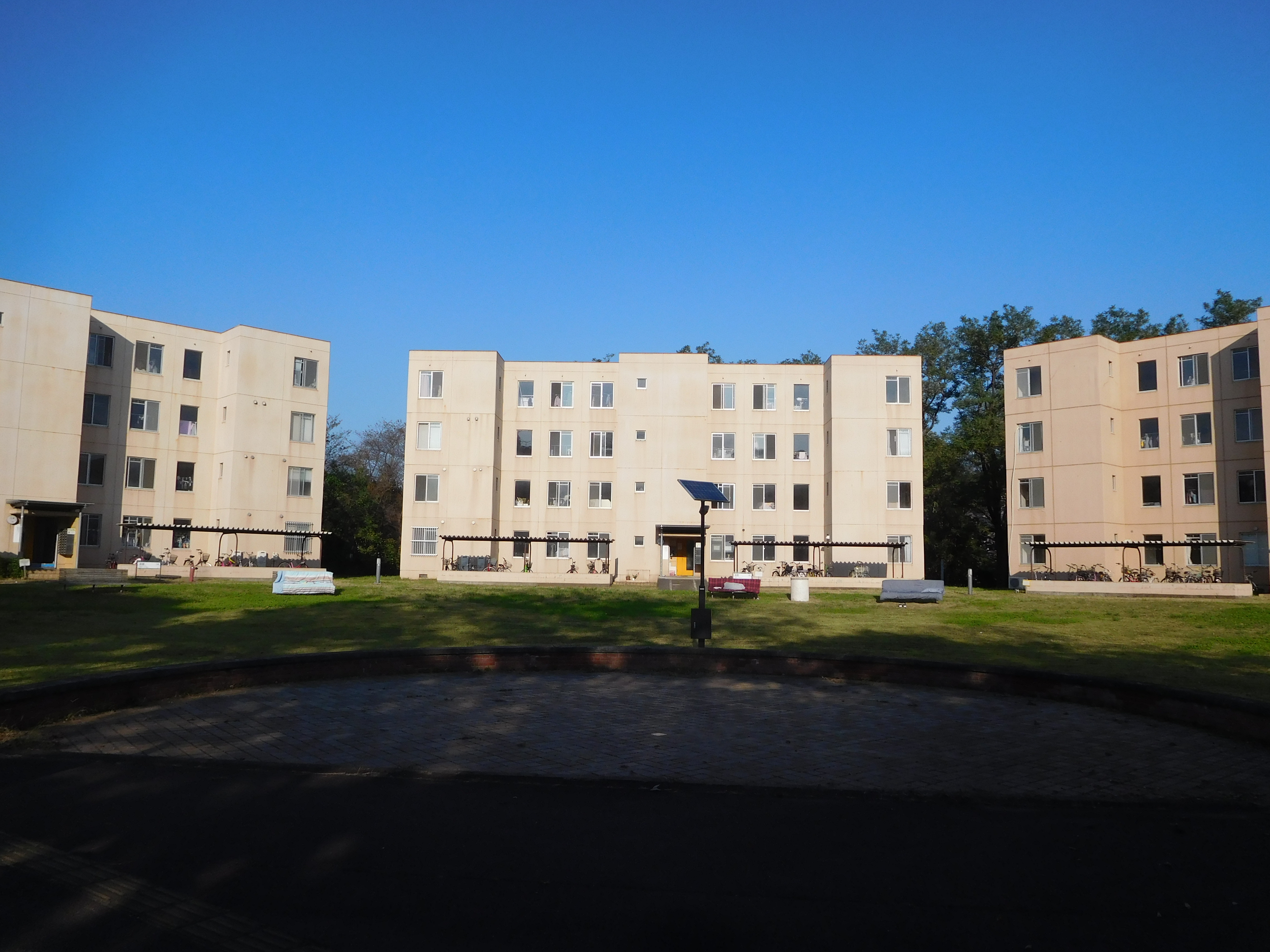
Корпуса студенческого общежития
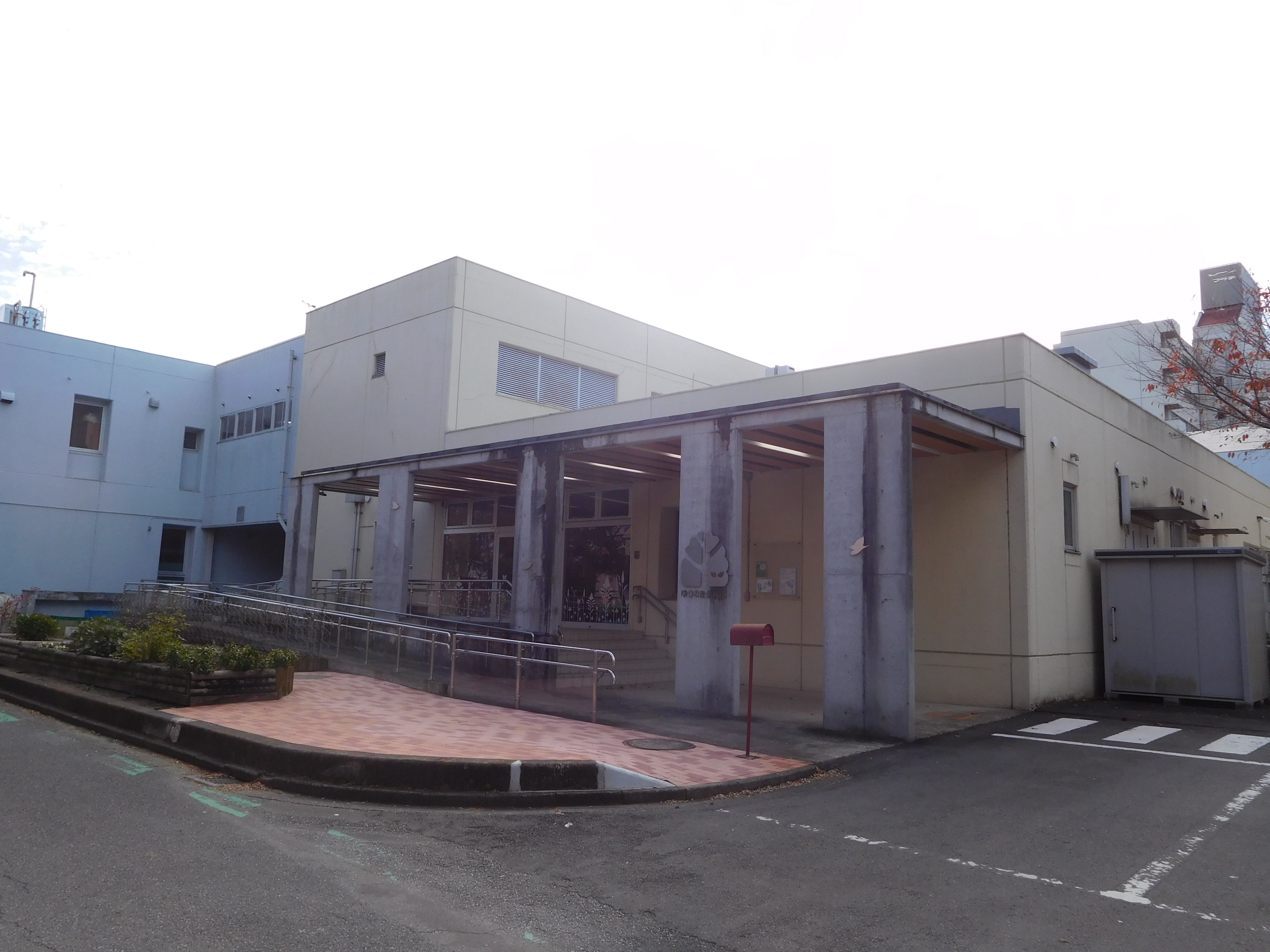
Детский сад

## Хронология преобразований университета
- Октябрь 1970 года ― Открытие Строительного Управления Университета Цукуба.
- 1 октября 1973 года ― Открывается университет Цукуба. Созданы первая группа высших школ (социология, гуманитарные и естественные науки), группа медицинских специальностей, группа специальностей физического воспитания и библиотечного дела.
- 1975 год ― Основана вторая группа высших школ (сравнительное культурология, антропология, биология, сельское и лесное хозяйство), специальность художественная школа.
- 1976 год ― Открыта университетская больница Цукуба.
- 1977 год ― Основана третья группа высших школ (социальная инженерия, информатика, базовая инженерия).
- 1978 год ― Создание Высшей школы социальной инженерии и младшего колледжа медицинских технологий.
- 1980 год ― Основана Высшая школа медицины.
- 1981 год ― Основана Высшая инженерная школа.
- 1983 год ― Основана школа международных отношений.
- 1985 год ― Открыта школа японского языка и культуры.
- 1 апреля 1989 года ― Основана Высшая школа делового администрирования и социальных наук «Наука о системах управления (GSSM)» в кампусе Оцука в качестве основного направления Высшей школы делового администрирования и политических наук.
- 1990 год ― Основана специальность «Корпоративное право» в качестве юридической школы для работающих взрослых в кампусе Оцука.
- 1991 год ― Основана Высшая школа инженерных систем.
- 1994 год ― Направление «Сельское и лесное хозяйство» преобразовано в направление «Биоресурсы».
- 1995 год ― реорганизован факультет международных отношений в факультет международных всеобъемлющих исследований.
- 1996 год - Докторантура добавлена к Юридической школе для взрослых в кампусе Оцука, и учреждена специальность «Корпоративные науки».
- 1998 год ― Реорганизован отдел базового проектирования в отдел базового проектирования. Высшая школа для взрослых в кампусе Оцука была реорганизована и реорганизована из Высшей школы делового администрирования и политических наук, а Высшая школа бизнес-наук была создана как независимая аспирантура.
- 1 октября 2002 года ― Интегрирован с Университетом библиотеки и информатики. Созданы кампусы Касуга и Цукуба. Создана группа библиотечных и информационных наук и Высшая школа библиотечных и информационных средств массовой информации. Приостановлен набор студентов в колледж медицинских технологий. Реорганизовал группу медицинских специальностей и основал медицину и сестринское дело / медицину.
- 2004 год ― Марч-Университет библиотеки и информатики высылает последнего выпускника и закрывается.
- 1 апреля 2004 года ― Учреждена Национальная университетская корпорация Tsukuba University.
- 1 апреля 2005 года ― Открытие кампуса Акихабара (Токийский кампус, район Акихабара). Основана профессиональную аспирантуру, Высшую школу бизнес-наук, Департамент юридических профессий и Департамент специалистов в области международного менеджмента. Название кампуса Оцука было изменено на район Оцука в кампусе Токио.
- 24 августа 2005 года ― В качестве альтернативы «Автобусу Университета Цукуба» (циркуляционный маршрут, соединяющий районы Север и Касуга) в кампусе Цукуба, который был упразднен 22 июля организовано сообщение по железной дороге Канто. Для студентов и связанных лиц установлен недорогой обычный тариф.
- Март 2006 года ― упразднено отделение младших курсов медицинского технологического колледжа.
- Апрель 2007 года ― Реорганизация школьного образования, открытие новых школ.
- 10 декабря 2010 года ― Церемония открытия статуи Дзигоро Кано состоялась на площади перед Университетом Цукуба Холл.
- 11 марта 2011 года ― Университет пострадал в результате Великого землетрясения в Восточной Японии. Общий ущерб составил 7 миллиардов иен.
- 30 сентября 2011 года ― Завершение реконструкции бывшего района Токийского кампуса Оцука и проведение церемонии открытия здания школы Токийского кампуса Бункё.
- 30 сентября 2013 года - Упразднен Учебный центр Исиути Университета Цукуба.
- Апрель 2017 года ― создан Центр горных наук (Экспериментальный центр Сугадайракогэн) и объединены направления исследований леса.
- Октябрь 2019 года ― Курс по науке о данных предлагается в качестве обязательного курса для студентов, зачисленных в 2019 году.
- С 1 апреля 2020 года планируется полностью перевести Школу на систему дипломных программ (3 академии, 6 исследовательских групп, 6 специальностей). Предыдущая аспирантура / специальность продолжит существовать, пока училась в предыдущие годы.
- 15 октября 2020 года ― Назначение национальной университетской корпорации.